# Le Quiou
Le Quiou (tiếng Breton: Ar C'haeoù) là một xã của tỉnh Côtes-d'Armor, thuộc vùng Bretagne, tây bắc Pháp.

## Khí hậu
| Dữ liệu khí hậu của Le Quiou (1981–2010 averages, extremes 1985−2020) | Dữ liệu khí hậu của Le Quiou (1981–2010 averages, extremes 1985−2020) | Dữ liệu khí hậu của Le Quiou (1981–2010 averages, extremes 1985−2020) | Dữ liệu khí hậu của Le Quiou (1981–2010 averages, extremes 1985−2020) | Dữ liệu khí hậu của Le Quiou (1981–2010 averages, extremes 1985−2020) | Dữ liệu khí hậu của Le Quiou (1981–2010 averages, extremes 1985−2020) | Dữ liệu khí hậu của Le Quiou (1981–2010 averages, extremes 1985−2020) | Dữ liệu khí hậu của Le Quiou (1981–2010 averages, extremes 1985−2020) | Dữ liệu khí hậu của Le Quiou (1981–2010 averages, extremes 1985−2020) | Dữ liệu khí hậu của Le Quiou (1981–2010 averages, extremes 1985−2020) | Dữ liệu khí hậu của Le Quiou (1981–2010 averages, extremes 1985−2020) | Dữ liệu khí hậu của Le Quiou (1981–2010 averages, extremes 1985−2020) | Dữ liệu khí hậu của Le Quiou (1981–2010 averages, extremes 1985−2020) | Dữ liệu khí hậu của Le Quiou (1981–2010 averages, extremes 1985−2020) |
| Tháng                                                                 | 1                                                                     | 2                                                                     | 3                                                                     | 4                                                                     | 5                                                                     | 6                                                                     | 7                                                                     | 8                                                                     | 9                                                                     | 10                                                                    | 11                                                                    | 12                                                                    | Năm                                                                   |
| --------------------------------------------------------------------- | --------------------------------------------------------------------- | --------------------------------------------------------------------- | --------------------------------------------------------------------- | --------------------------------------------------------------------- | --------------------------------------------------------------------- | --------------------------------------------------------------------- | --------------------------------------------------------------------- | --------------------------------------------------------------------- | --------------------------------------------------------------------- | --------------------------------------------------------------------- | --------------------------------------------------------------------- | --------------------------------------------------------------------- | --------------------------------------------------------------------- |
| Cao kỉ lục °C (°F)                                                    | 17.0 (62.6)                                                           | 22.1 (71.8)                                                           | 24.3 (75.7)                                                           | 28.8 (83.8)                                                           | 32.0 (89.6)                                                           | 37.0 (98.6)                                                           | 39.7 (103.5)                                                          | 40.4 (104.7)                                                          | 34.1 (93.4)                                                           | 30.8 (87.4)                                                           | 21.6 (70.9)                                                           | 17.0 (62.6)                                                           | 40.4 (104.7)                                                          |
| Trung bình ngày tối đa °C (°F)                                        | 8.9 (48.0)                                                            | 9.8 (49.6)                                                            | 12.8 (55.0)                                                           | 15.1 (59.2)                                                           | 19.0 (66.2)                                                           | 22.0 (71.6)                                                           | 24.2 (75.6)                                                           | 24.1 (75.4)                                                           | 21.5 (70.7)                                                           | 17.2 (63.0)                                                           | 12.3 (54.1)                                                           | 9.3 (48.7)                                                            | 16.4 (61.5)                                                           |
| Trung bình ngày °C (°F)                                               | 5.8 (42.4)                                                            | 6.1 (43.0)                                                            | 8.4 (47.1)                                                            | 10.1 (50.2)                                                           | 13.6 (56.5)                                                           | 16.4 (61.5)                                                           | 18.4 (65.1)                                                           | 18.4 (65.1)                                                           | 15.9 (60.6)                                                           | 12.8 (55.0)                                                           | 8.7 (47.7)                                                            | 6.2 (43.2)                                                            | 11.8 (53.2)                                                           |
| Tối thiểu trung bình ngày °C (°F)                                     | 2.7 (36.9)                                                            | 2.5 (36.5)                                                            | 4.0 (39.2)                                                            | 5.0 (41.0)                                                            | 8.3 (46.9)                                                            | 10.7 (51.3)                                                           | 12.6 (54.7)                                                           | 12.6 (54.7)                                                           | 10.2 (50.4)                                                           | 8.5 (47.3)                                                            | 5.1 (41.2)                                                            | 3.0 (37.4)                                                            | 7.1 (44.8)                                                            |
| Thấp kỉ lục °C (°F)                                                   | −12.0 (10.4)                                                          | −14.5 (5.9)                                                           | −7.2 (19.0)                                                           | −4.8 (23.4)                                                           | −1.6 (29.1)                                                           | 2.6 (36.7)                                                            | 4.5 (40.1)                                                            | 3.5 (38.3)                                                            | 0.7 (33.3)                                                            | −5.5 (22.1)                                                           | −6.6 (20.1)                                                           | −8.5 (16.7)                                                           | −14.5 (5.9)                                                           |
| Lượng Giáng thủy trung bình mm (inches)                               | 70.4 (2.77)                                                           | 55.0 (2.17)                                                           | 50.2 (1.98)                                                           | 54.6 (2.15)                                                           | 63.7 (2.51)                                                           | 48.7 (1.92)                                                           | 49.3 (1.94)                                                           | 46.0 (1.81)                                                           | 57.4 (2.26)                                                           | 70.3 (2.77)                                                           | 77.7 (3.06)                                                           | 71.6 (2.82)                                                           | 714.9 (28.15)                                                         |
| Số ngày giáng thủy trung bình (≥ 1.0 mm)                              | 12.3                                                                  | 10.9                                                                  | 10.2                                                                  | 10.9                                                                  | 9.5                                                                   | 7.4                                                                   | 7.6                                                                   | 7.9                                                                   | 8.4                                                                   | 11.8                                                                  | 13.3                                                                  | 13.0                                                                  | 123.1                                                                 |
| Nguồn: Meteociel                                                      |                                                                       |                                                                       |                                                                       |                                                                       |                                                                       |                                                                       |                                                                       |                                                                       |                                                                       |                                                                       |                                                                       |                                                                       |                                                                       |

## Dân số
Người dân ở Le Quiou được gọi là Quiousiens.